# 奧西歐拉鎮區 (密蘇里州聖克萊爾縣)
奧西歐拉鎮區（英語：Osceola Township）是位於美國密蘇里州聖克萊爾縣的一個行政鎮區。

## 地方資料
奧西歐拉鎮區的面積為120.66平方千米，當中陸地面積為106.60平方千米，而水域面積為14.50平方千米。根據2020年美國人口普查的數據，當地共有人口1763人，而人口密度為每平方千米14.61人。